# Электроника Б3-35

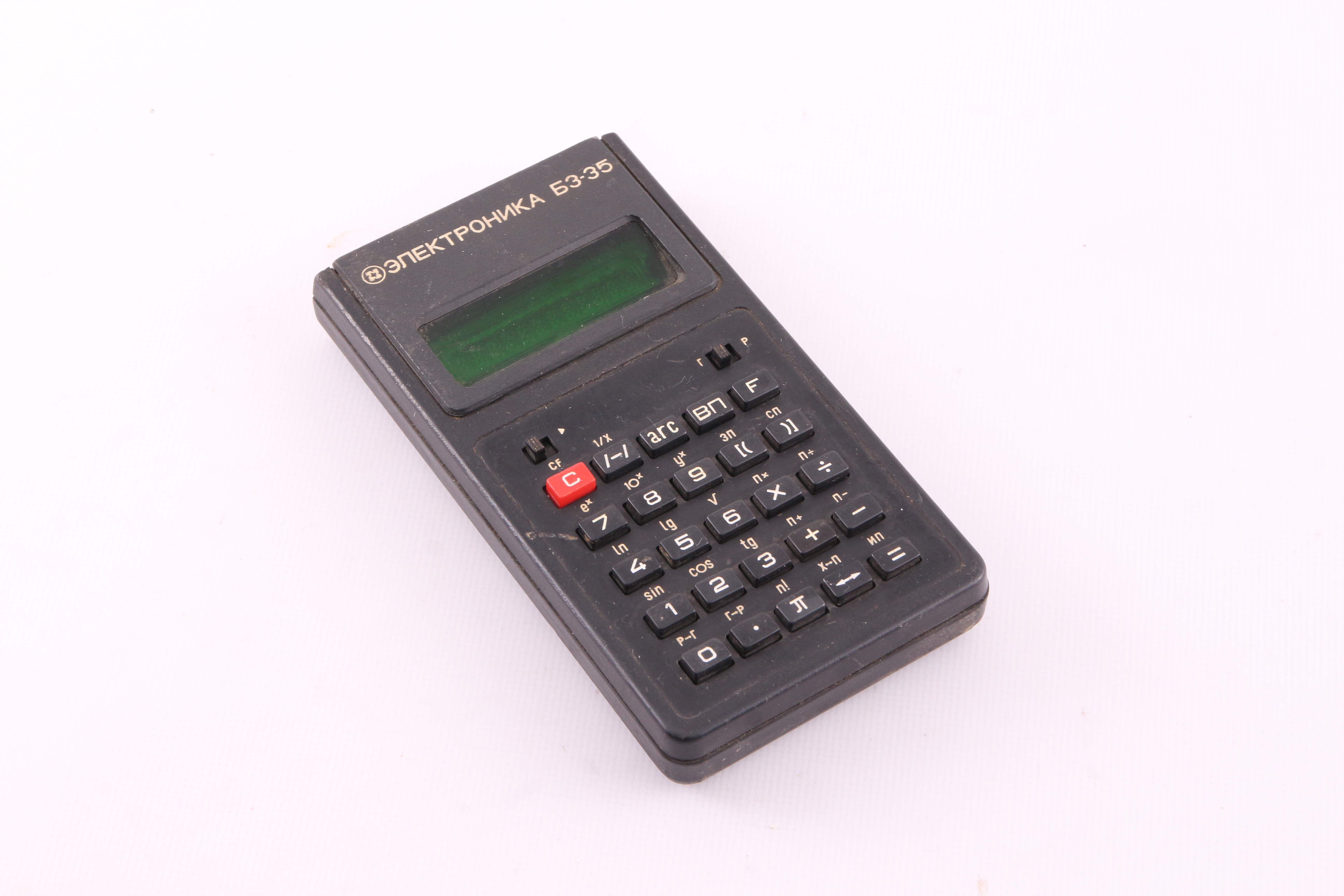
Калькулятор Электроника Б3-35

Электроника Б3-35 — советский инженерный 8-разрядный карманный калькулятор. Выпускался с 1979 года и продавался за 105 рублей, после 1981 года -  за 65 руб. Предназначен для выполнения инженерных расчётов в хозяйстве и быту. Калькулятор выполняет четыре арифметические операции, вычисление натуральных и десятичных логарифмов и антилогарифмов, прямых и обратных тригонометрических функций, обратных величин, факториала, вычисления с двухуровневыми скобками, возведение в степень, извлечение корней и операции (умножение и деление числа в памяти) с памятью. Прототипом являлся Hanimex ESR Master.
Буква «Б» в названии означает «бытовая техника», 3 (именно тройка, а не буква «З») — калькуляторы (2 обозначала настольные часы, 5 — наручные часы, 7 — настенные часы и т. п.), 35 — номер модели. Его аналог в металлическом корпусе — «Электроника Б3-36». Б3-35 отличался от Б3-36 более простым дизайном, пластиковым корпусом и стоил из-за этого дешевле. По характеристикам данные калькуляторы схожи. Впоследствии этот калькулятор выпускался как «Электроника МК-35».
Особенностью микрокалькулятора была возможность переводить градусы в радианы и наоборот, а также реализация подсчёта факториала простым перебором, благодаря чему максимально возможный факториал числа 69 подсчитывался на Б3-35 более пяти секунд, причём клавиатура при этом не блокировалась.
Был рекомендован для использования учащихся старших классов и учителей средних школ.
Разъём подключения блока питания имеет 3 контакта, в отличие от последующих вариантов с 2 контактами. Этот калькулятор умел как работать от блока питания, так и заряжать штатные аккумуляторы.

## Комплект поставки
- Микрокалькулятор «Электроника Б3-35» без встроенных аккумуляторов;
- Блок питания БП2-3К; Д2-10М[1]
- Аккумулятор Д-0.25 (4 шт.);
- Руководство по эксплуатации с гарантийным и тремя отрывными талонами
- Паспорт на блок питания БП2-3К;
- Карта оперативного обучения;
- Футляр;
- Упаковка[источник не указан 2736 дней]

## Технические характеристики
- Элементная база:
  - К145ИП16П — управляющая микросхема (процессор)[3];
- Дисплей: вакуумно-люминесцентный (типа ИЛЦ2-12/8Л) со светофильтром зелёного цвета, содержит 12 разрядов[4];
- Клавиатура: 25 клавиш, 2 переключателя (питание и единицы измерения углов градусы/радианы);
- Корпус: пластик;
- Цвета: Чёрный / Бежевый;
- Размеры, мм: 143х79х22;
- Напряжение питания: 5±0,7 В;
- Потребляемая мощность: не более 0,35 Вт;
- Время непрерывной работы без замены источников питания (три элемента типа А316) — 6 часов.
- Масса — 250 г[1].

## Фотографии
|                                    |                                    |  |
|                                    |                                    |  |
| Микрокалькулятор Электроника МК-35 | Микрокалькулятор Электроника МК-35 |  |

Сохранившийся экземпляр датирован «Март 1981 года»

## Электроника ППВ-01
Подставка для перекидного календаря со встроенным микрокалькулятором, аналогичным Б3-35, питающимся от расположенных в отдельном отсеке четырёх элементов 316. Цена в 1985 году — 57 рублей, в 1990 году — 85 рублей.

## СПАР-110
Комплект из дозиметрической приставки и доработанного (снабжённого разъёмом для её подключения) микрокалькулятора «Электроника МК 35».